# Pyura ocellata
Pyura ocellata is een zakpijpensoort uit de familie van de Pyuridae. De wetenschappelijke naam van de soort werd voor het eerst geldig gepubliceerd in 2016 door Françoise Monniot.